# Симбирская духовная семинария
Симбирская духовная семинария — среднее учебно-воспитательное сословное учреждение закрытого типа при Симбирской епархии Русской православной церкви, готовила священно- и церковнослужителей, воспитанников для духовных академий, преподавателей духовных училищ и церковно-приходских школ. Существовала в 1840—1918 годах.
Здание семинарии сохранилось.

## История

Мемориальная доска на здании Симбирской духовной семинарии.

Мемориальная доска на здании Симбирской духовной семинарии.

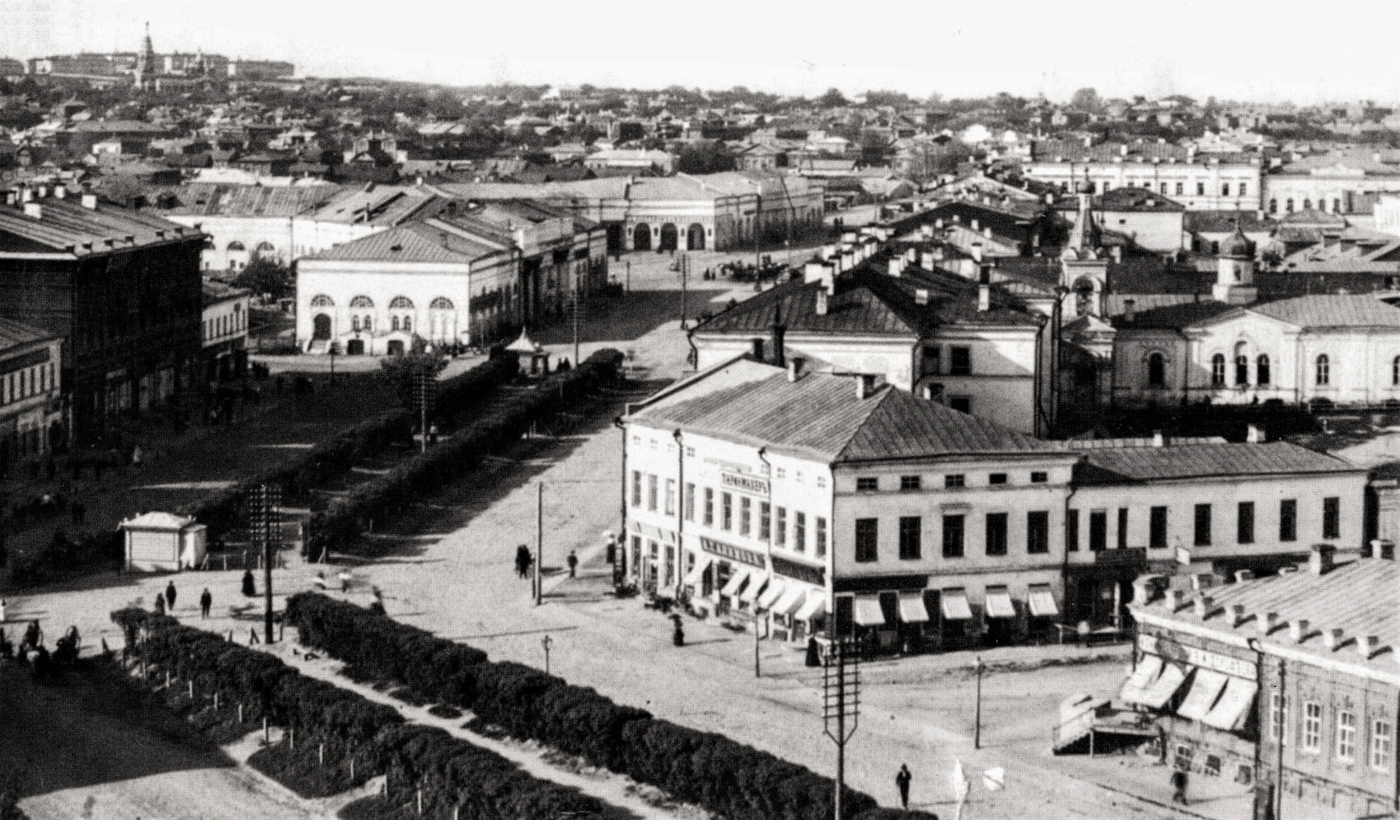
Семинария и домовая церковь (Симбирск).

Ещё в сентябре 1737 года Именным указом Анны Иоанновны Правительствующему сенату и Святейшему синоду была продублирована (первый указ был издан в мае 1732 года) норма Духовного регламента о необходимости открытия духовных семинарий в епархиях. В 1832 году была образована самостоятельная Симбирская епархия. Указом Синода, учреждавшим епархию, было предписано впоследствии симбирскому Преосвященному выйти в Синод с представлением об открытии в Симбирске духовной семинарии. Однако, Духовная семинария в Симбирске была открыта лишь 2 (14) сентября 1840 года по определению Святейшего синода от 30 июня 1840 года.
Первым ректором новооткрытой семинарии был назначен настоятель Казанского Зилантова монастыря архимандрит Гавриил (Воскресенский).
В 1893 году Святейший синод разрешил ежегодно принимать в семинарию для получения богословского образования трёх учителей из чувашей, окончивших курс в Симбирской чувашской школе и проработавших не менее двух лет. Они зачислялись на учёбу по рекомендации инспектора чувашских школ Казанского учебного округа Ивана Яковлева, жили и питались в Симбирской чувашской школе, их освобождали от изучения древних и новейших языков. Чувашские семинаристы учились в 4—6-м классах.
Осенью 1918 года часть педагогов и учащихся покинула город с отступавшими белыми. 3 октября того же года на заседании коллегии губернского отдела по народному образованию было принято решение о закрытии семинарии.

## Образование
Уставом 1814 года было предусмотрено деление обучения в семинарии на три двухгодичных класса: словесных, философских и богословских наук.
В 40-е годы XIX века по инициативе обер-прокурора Синода Н. А. Протасова был реформирован состав преподаваемых предметов и методика обучения с целью усиления подготовки семинаристов как будущих священников. Образование должно было служить не только духовным, но и практическим интересам паствы. В 1840 году Духовно-учебное управление при Синоде изменило программу обучения в семинарии. Оно сократило преподавание философии и ввело новые богословские и светские предметы: медицину, агрономию и т. д.
Уставом 1867 года было сформировано шестиклассное обучение с годичными курсами.

## Правление
Внутренняя организация семинарии была определена нормами Устава 1814 года. Возглавлял её ректор, назначавшийся епархиальным архиереем с одобрения академического правления или комиссии духовных училищ Синода. Ректор стоял во главе правления семинарии, в которое входили инспектор и эконом. Епархиальный архиерей мог вносить на рассмотрение правления свои предложения и записки по вопросам организации внутренней жизни духовной семинарии.
Уставом 1867 года был изменён порядок назначения ректора семинарии: кандидатов выдвигало правление семинарии, епархиальный архиерей
мог представить своего третьего кандидата, если не был согласен с выбором правления.
Уставом 1884 года ректор семинарии стал назначаться Синодом по представлению епархиального архиерея. Состав правления духовной
семинарии был расширен: ректор, три преподавателя, назначаемых архиереем, два священнослужителя, избираемых духовенством и утверждаемых епархиальным архиереем на три года. В дальнейшем до 1918 года существенных изменений порядок управления духовной
семинарией не претерпел.

### Ректоры
- Гавриил (Воскресенский) (1840—1841)
- архимандрит Иоанникий (с 1841)[6]
- Герасим (Добросердов) (25 октября 1850—1855)
- Серафим (Протопопов) (11 октября 1855—1856)
- Иосиф (Дроздов) (23 июля 1856—1860)
- Гурий (Охотин) (26 марта 1874 — январь 1890)
- Сергий (Ланин) (27 января 1890—1893)
- Барсов М. В. (и. о. в 1889, 1890 и 1892 годах)[7]
- Никодим (Боков) (1 марта 1893—1895)
- протоиерей Владимир Успенский (июнь 1895 - июль 1897)[8]
- протоиерей Андрей Стернов (1897—1918)[9]
- протоиерей Вячеслав Рождественский (1918)

### Инспекторы
- Порфирий (Соколовский) (10 октября 1846—1849)
- Гурий (Охотин) (10 октября 1856—1874)
- Антоний (Флоренсов) (1881—1884)
- Иоанн (Братолюбов) (1907)
- Барсов М. В. (1884—1889)[7]
- Яхонтов А. К. (1910—?)[10]

## Преподаватели
- Сбоев, Василий Афанасьевич
- Халколиванов, Иван Егорович — преподаватель словесности (1840—1845);
- Орлов, Димитрий Николаевич — преподаватель словесности, Священное Писание, латинский язык, историю библейскую и церковную, всеобщую и русскую, церковное законоведение, историю и обличениераскола. Кроме того, он преподавал в епархиальном женском училище для девиц духовного звания при Спасском монастыре (1849—1866);
- Невоструев, Капитон Иванович
- Афанасьев, Пётр Онисимович
- Сильницкий Александр  Дмитриевич[~ 1]
- Гавриловский, Василий Михайлович — преподаватель литературы (1891—1906);
- Баженов Николай Иванович[11][~ 2]
- Яхонтов Александр Кузьмич (Косьмич)[10]
- Умов Алексей Павлович — с декабря 1851 по 1853 года — врач и преподаватель медицины[12].
- Алексей Васильевич Годнев — с 1871 по 1896 год преподавал математику и физику. В 1877 году он параллельно преподавал ещё и в Мариинской женской гимназии (с 1894 г. — начальник гимназии)[13].
- Любимов, Неофит Порфирьевич — с 1885 году Неофит Порфирьевич был рукоположен во священника к Введенской церкви Симбирского епархиального училища. Оставаясь в должности инспектора классов женского училища, он два года преподавал гомилетику в Симбирской духовной семинарии[14].
- Михаил Лукич Кустодиев (отец Кустодиева Б. М.) — 20 февраля 1867 года приведён к присяге и введён в должность учителя словесности и латинского языка Симбирской семинарии[15].
- священномученик протоиерей Неофит Любимов — преподавал в семинарии [16][17].

## Слушатели и выпускники
См.: Выпускники Симбирской духовной семинарии
Выпускники Симбирской духовной семинарии по годам;
- Архангельский Дмитрий Иванович
- Пластов Аркадий Александрович
- Розов Константин Васильевич
- Иванов Михаил Николаевич
- Цветков Иван Евменьевич
- Мефодий (Иванов)
- Премиров Михаил Львович
- Ахматов Дмитрий Павлович
- Немков Стефан Михайлович
- Покровский Николай Сергеевич
- Телемаков Александр Николаевич
- Николай Розов, протоиерей, священномученик[19][20]
- Малиновский Михаил Сергеевич (1901)[21]

## Здание семинарии
Объект культурного наследия народов РФ регионального значения. Рег. № 731510292230005 (ЕГРОКН). Объект № 7300236000 (БД Викигида)
В 1838 году архиепископ Анатолий заинтересовался продажей усадьбы купцов Косолаповых на улице Большой Саратовской в Симбирске. К февралю 1840 года было закончено оформление документов, и духовное ведомство стало обладателем бывшей купеческой усадьбы

## Домовая церковь семинарии
Объект культурного наследия народов РФ регионального значения. Рег. № 731510292240005 (ЕГРОКН). Объект № 7300236002 (БД Викигида)

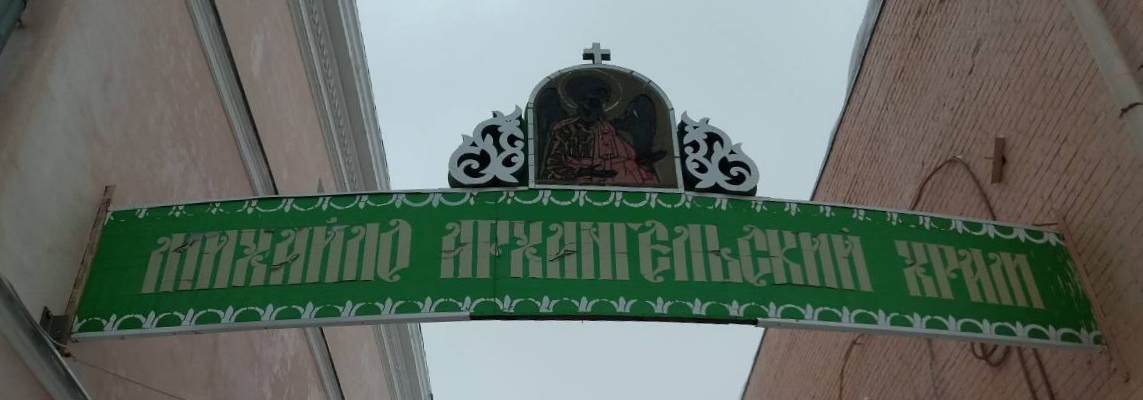
Табличка на входе в Михайло-Архангельский храм, когда действовала деревянная церковь во имя Архистратига Михаила.

Современная табличка на входе в Храм Трёх святителей.

Поначалу Симбирская Духовная Семинария не имела своего храма, а семинаристы посещали богослужения в ближайшем Вознесенском соборе. В 1841 году, во дворе, на месте каретников, была построена ученическая столовая. В 1853 году, при епископе Феодотии, столовая была перестроена и обращена в храм, который был освящён в 1854 году во имя святителя Петра Митрополита Московского. 19 августа 1864 года семинарская церковь, равно как и все здания семинарии, сильно пострадала от сильного пожара. При восстановлении церковь была перестроена по новому плану, составленному Симбирским губернским архитектором А. А. Белоусовым. 21 ноября 1870 года храм был освящён во имя Трёх святителей — храм Трёх Святителей. Семинарская церковь была закрыта в 1918 году, 20 ноября того же года церковное имущество было передано по описи Вознесенскому собору. Долгие годы здание семинарского храма было в запустении. Лишь в 1996 году здание храма передали Русской Православной Церкви, и в том же году, из-за сильной ветхости стен оно было демонтировано (оставлена лишь колокольня). 21 ноября 1996 года перед алтарем бывшей домовой церкви семинарии состоялась закладка небольшой деревянной церкви во имя Архистратига Михаила. А 23 февраля 1997 года в храме состоялась первая Литургия. Начиная с 1998 года, на месте демонтированного храма начались строительные работы по возведению нового здания. Проект был составлен главным архитектором города В. И. Некрасовым. В конце мая 2001 года архиепископ Прокл освятил место под строительство храма и заложил первый камень с частичками мощей, а осенью 2004 года над городом засияли купола храма Трёх Святителей.

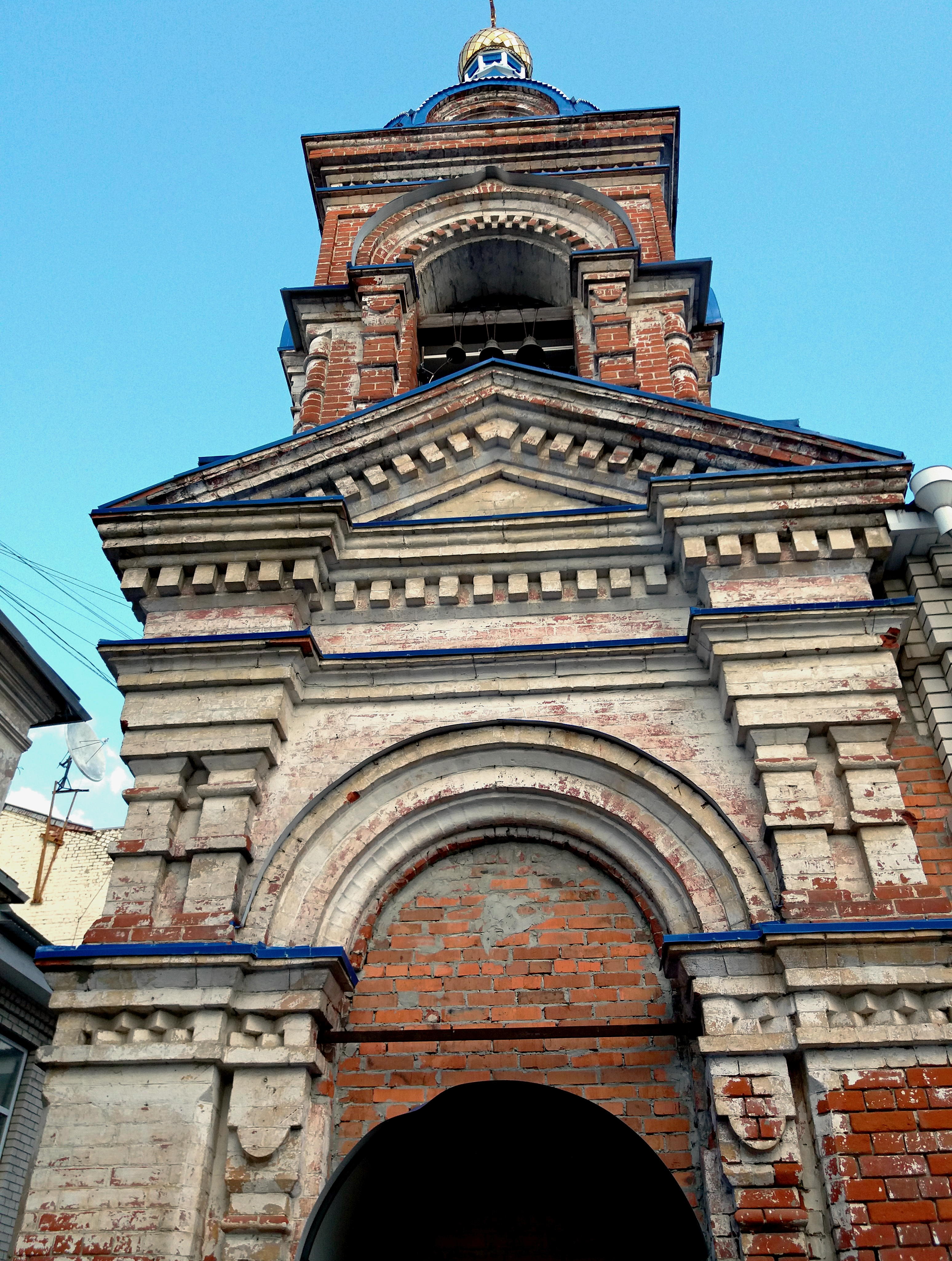
Колокольня Симбирской семинарии.
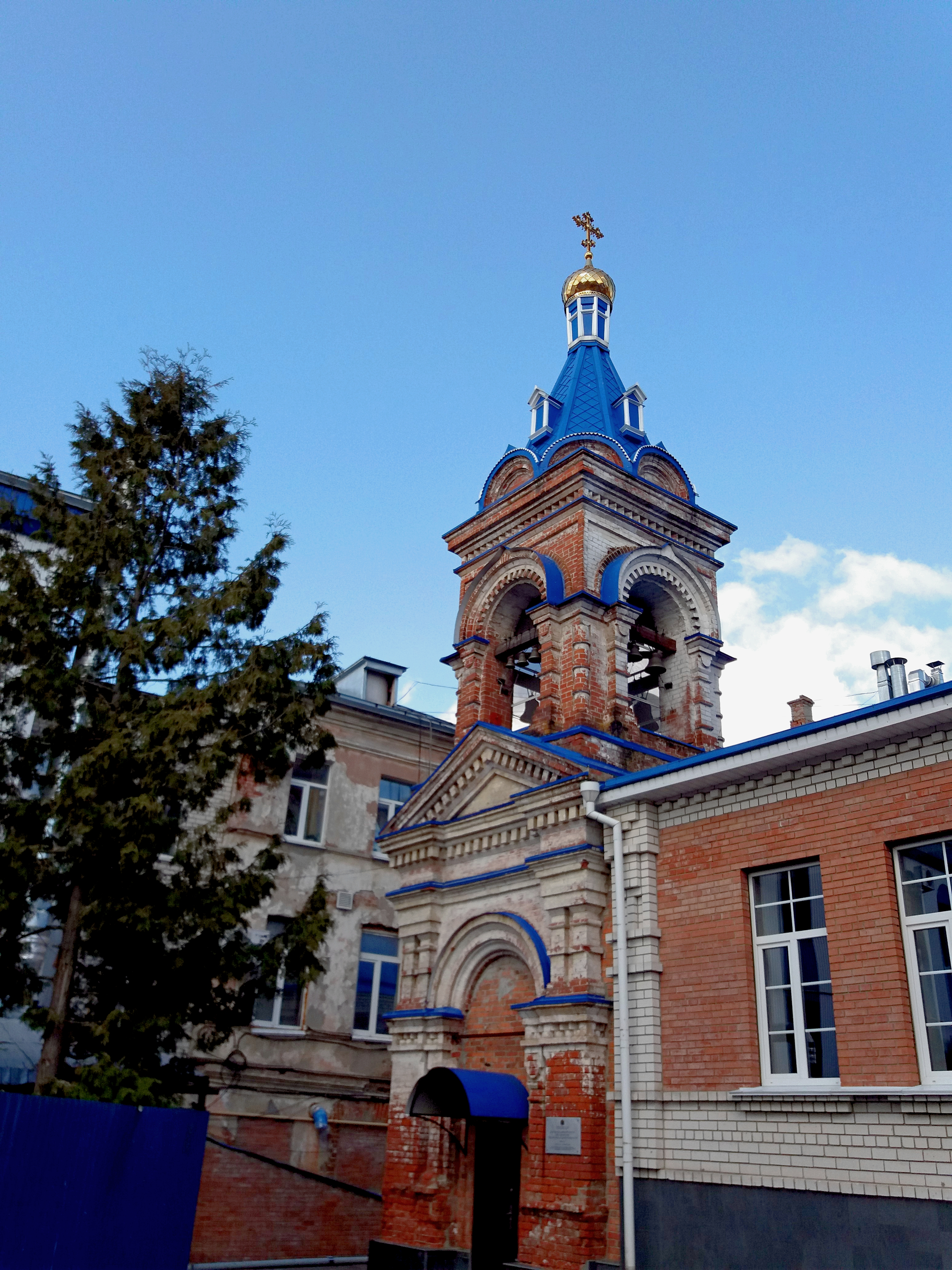
Восстановленная колокольня Симбирской семинарии.
Мемориальная доска на колокольне Симбирской семинарии.
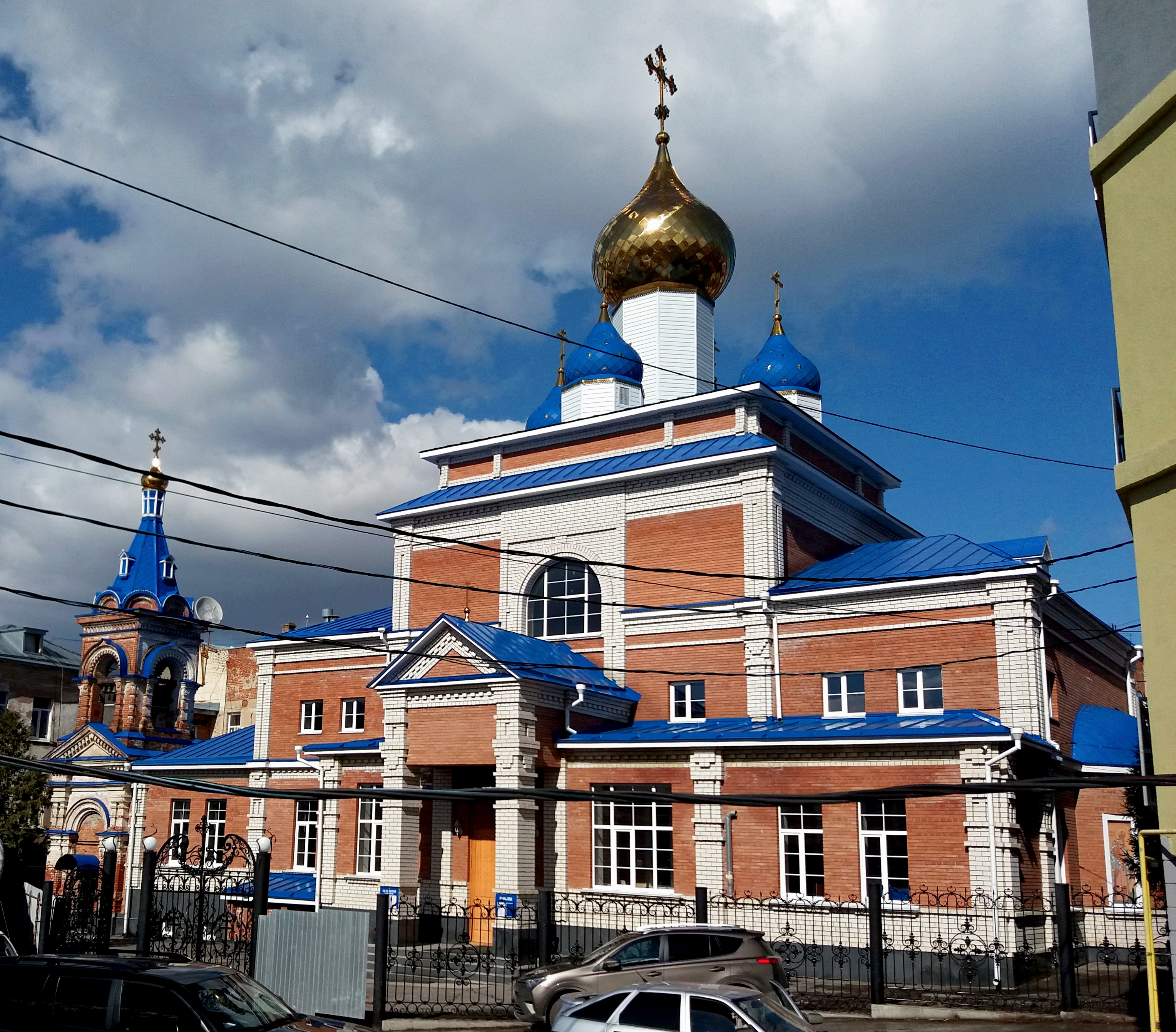
Храм Трёх святителей (новый).
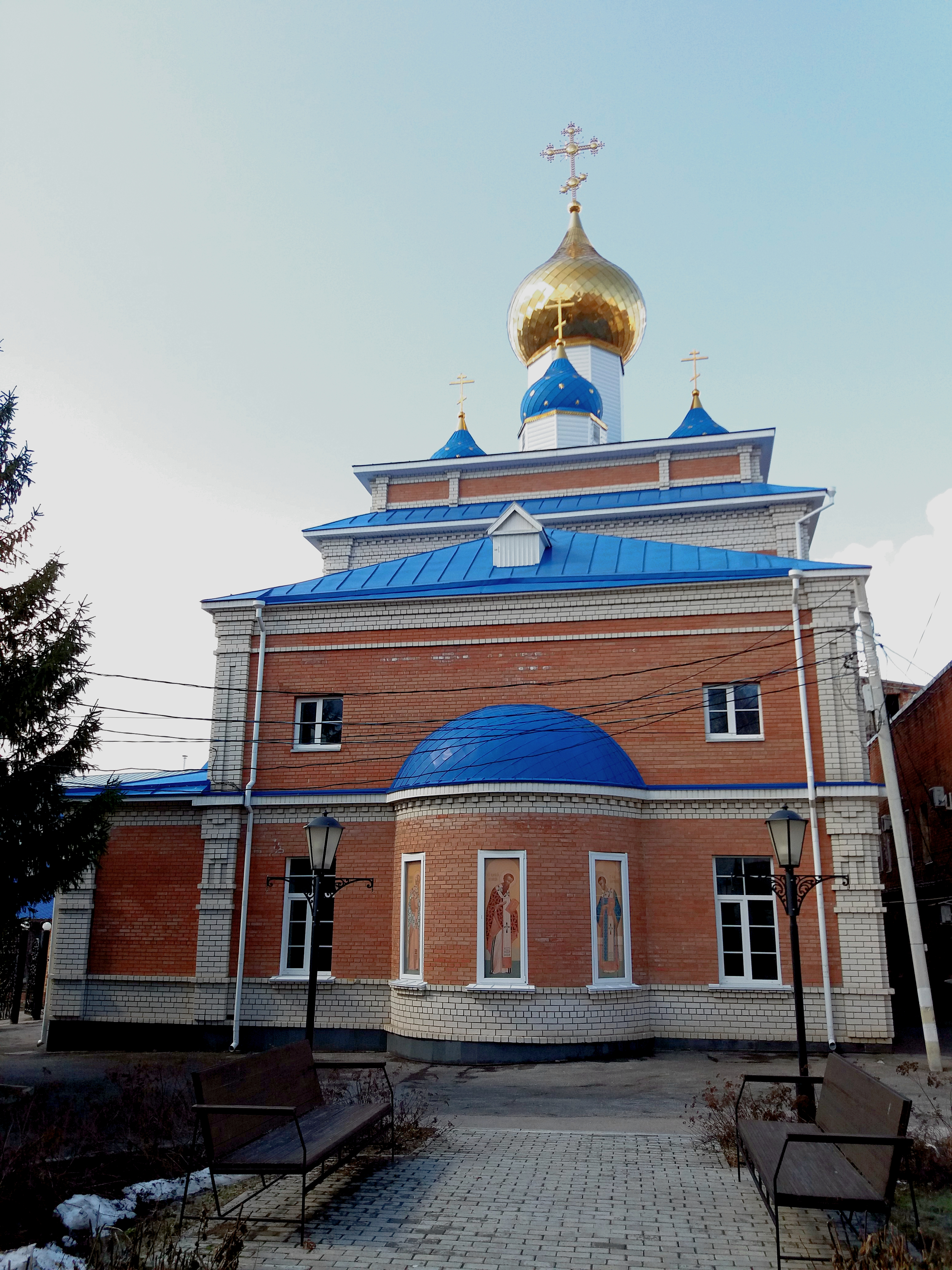
Апсида храма Трёх святителей.

## Комментарии
1. ↑  Муж дочери Ишерского И. В. — Веры Ивановны.
2. ↑  Автор книги «Статистическое описание соборов, монастырей, приходских и домовых церквей Симбирской епархии по данным 1900 года» (1903).